# سیارک ۲۱۳۴
سیارک ۲۱۳۴ (به انگلیسی: 2134 Dennispalm، نامگذاری:1976YB) دو هزار و صد و سی و چهارمین سیارک کشف شده‌است که در ۲۴ دسامبر ۱۹۷۶ کشف شد.
قدر مطلق سیارک برابر ۱۱٫۵۰ است.